# Vassílios Zabélis
Vassílios Zabélis (grec moderne : Βασίλειος Ζαμπέλης, né le 7 mai 1973) est un coureur de fond grec. Il fut le champion grec du Marathon d'Athènes de 2002, avec un temps de 2:20:38. Zabélis détient le deuxième meilleur temps de marathon pour un athlète grec, ayant terminé en 2.13.24 au Marathon de Rotterdam de 2002,.

## liens externes
- Ressource relative au sport :   - World Athletics